# Roman o kung fuju
Kitajski roman o kung fuju je literarna zvrst, ki se imenuje vuksjia in pripoveduje o junaštvih mojstrov borilnih veščin. Ima bogato in pestro tradicijo, saj zgodbe segajo v 3. in 2. stoletje pred našim štetjem. Vuksija je podzvrst romana o borilnih veščinah.

## Značilnosti romanov o kung fuju
Beseda vuksija pomeni »bojevnik, junak,« lahko pa ga prevedemo tudi kot »junak borilnih veščin.« Junaki vuksije so zavezani pravilom viteštva, ki od njih zahteva, da varujejo šibke in revne ter popravljajo storjene krivice. Zato kitajski heroji ne služijo gospodarjem, pripadnikom vrhnjih družbenih krogov, kajti sami izhajajo iz nižjih, revnejših slojev. Vuksije se borijo proti zatiralcem, zavzemajo se za pravičnost, nemalokdaj pa z dobrimi deli iščejo odrešitev za grešna dejanja iz preteklosti. Vlada je prikazana kot pokvarjena, njeni zakoni ne delujejo v dobrobit ljudstva, zato junaki nastopajo proti njej. Okolje, v katerem se odvijajo zgodbe se imenuje džiangu, kar pomeni "reke in jezera." To je skupnost pripadnikov borilnih veščin.

## Zgodnja dela o kung fuju
Zgodbe o junakih kung fuja so stare več kot 2000 letin. V času dinastije Tang (618 pred n. š. – 907 n. š.) so bili mojstri borilnih veščin junaki legendarnih povesti, kot so Suženj Kunlun, Trinajsta gospa Jing, Morilec Rdeči trak, Bradati bojevnik. Njihova slava seje nadaljevala tudi v obdobju dinastije Song (960 – 1297). 
V 14. stoletju sta nastali prvi dve pomembni deli, ki tvorita t. i. »štiri velike klasične romane« kitajske književnosti:
- Ši Naj'an (okoli 1296—1372): Vodna meja. Zgodba: Song Jiangu je vodil skupino 108 upornikov, ki niso želeli služiti pokvarjeni vladi.
- Luo Guandžong (ok. 1330–1400): Romanca treh kraljestev. To je zgodovinska kronika o fevdalnih gospodih in njihovih podložnikih, ki so poskušali obnoviti dinastijo Han.

V času dinastije Čing (1644–1912) so se romani o kung fuju dopolnili z detektivsko tematiko. Junaki so sodelovali s sodniki in drugimi uradniki v boju zoper kriminal. Najbolj znane so bile zgodbe o sodniku Bao Džengu, ki je bil resnična oseba in kitajski narodni junak. Takšne so Bao Dženg preiskuje središče Čalk, Sedem junakov in pet gentlemanov, Bao Dženg preiskuje metuljeve sanje itd. 
Romani o kung fuju so bili izredno priljubljeni med ljudstvom. Vlada jim ni bila naklonjena, ker so ustvarjali protivlado vzdušje in pozivali k vstaji. V času dinastij Ming in Čing so oblasti romane vuksija prepovedale in zažigale, zato se je izgubilo veliko število del.

## Sodobni roman o kung fuju
Zlato dobo so romani o kung fuju doživeli na začetku 20. stoletja in v obdobju med l. 1960 – 1980.

### Pisatelji prve polovice 20.stoletja
- Ksiang Kairan, bolj znan pod vzdevkom Pingdžiang Buksijaošeng: Potepuški bojevniki iz Jianga (1921). Je prvi pisatelj, ki si je pridobil sloves sodobnega klasika.
- Džao Huanting: Kronike zvestih potepuških bojevnikov (1923 – 27).

Pet velikih mojstrov »severne šole«:
- Huandžu Loudžu: Mečevalci z gore Šu.
- Bai Ju: Dvanajst kovancev.
- Vang Dulu: Pentalogija o Železnim žerjavom. Četrti roman iz te serije, ki je bila napisana med l. 1938 - 1942, je l. 2000 doživel uspešno filmsko priredbo pod naslovom Prežeči tiger, skriti zmaj.
- Dženg Džengjin: Kralj orlovih kremplejv.
- Džu Dženmu: Sedem nagrobnih plošč.

### Pisatelji druge polovice 20. stoletja
Ko je l. 1949 na oblast prišla kitajska komunistična partija, je prepovedala romane o kung fuju.
- Liang Jušeng in njegov kolega Džin Jong sta razširila nov pristop pisanja k romanom, ki je postal znan kot »nova šola.« Vnesla sta nove elemente,  mistiko in romanco iz drugih kultur.
- Džin Jong (r. 1924), na zahodu bolj znan kot Luis Ča, je najbolje prodajani avtor književnosti vuksija vseh časov. Med l. 1955 – 1972 je napisal 15 romanov: Knjiga in meč, Kondorjeva trilogija, Leteča lisica z zasnežene gore, Yuejev meč, Pol bogovi in pol hudiči, Meč umazan s kraljevsko krvjo, Smrtonosna skrivnost, Nebeški meč in zmajeva sablja idr.
- Gu Long je tretji veliki avtor tega obdobja.

Drugi pisatelji: Volong Šeng, Sima Ling, Džunge Čingjun, Ksijao Ji, Ven Rui'an, Huang Ji, Čen Ju'hui idr.
Po l. 1980 se je začela uveljavljati nova generacija post-vuksija, v kateri najbolj izstopa Ju Hua (r. 1960). Romani o kung fuju so najbolj priljubljeni na Kitajskem, v Tajski, Hong Kongu in Singapurju, vedno več pa jih prevajajo tudi v angleščino.